# Frieda Hunziker
Frieda Hunziker (Amsterdam, 17 oktober 1908 – aldaar, 9 september 1966) was een Nederlandse schilderes en tekenares die daarnaast werkte als tekenlerares aan diverse scholen in Nederland. Ze maakte deel uit van de expressionistische stroming binnen de Nederlanden in de 20ste eeuw.

## Biografie

### Jonge Jaren
Frieda Hunziker, dochter van Friedrik Hendrik Hunziker (1880-1952), werkzaam bij de Posterijen, en Alijda de Vries (1874-1954), voor haar huwelijk kinderjuffrouw en dienstbode. Hunziker was enig kind dat opgroeide in Amsterdam, maar ze woonde in haar vroege jeugd mogelijk in Utrecht. In 1924 ging zij naar het Rijksinstituut voor Tekenleraren in Amsterdam. Daar kreeg zij les van onder anderen Huib Luns en haalde zij in 1928 haar mo-akte tekenen. Een jaar later behaalde zij de tekenakte voor het nijverheidsonderwijs. Gedurende haar studie had Hunziker bij de Eerste Nederlandsche Bond van Abstinent Studerenden Johannes Swart (1907-1990) leren kennen. Zij trouwden op 23 mei 1934 in Amsterdam en kregen een zoon: Frits Swart (1937-2009).

### Vroege carrière
In 1930 begon Hunziker haar carrière als tekenlerares, eerst in Haarlem⁣, maar later op enkele andere plaatsen. Een van deze andere scholen was de Nieuwe Huishoudschool in Amsterdam. Maar na de geboorte van haar zoon Frits in 1937 nam haar tijd voor de klas af. Toch bleef ze tot kort voor haar dood in 1966 lesgeven aan diverse huishoud- en industriescholen in Nederland. Haar huwelijk met Johannes Swart strandde in 1940. Na de scheiding pakte Hunziker het lesgeven weer op.
Hunzikers vroege tekeningen waren vooral landschappen en portretten in pastelkrijt. Haar vroege werk wordt namelijk gekenmerkt door middel van een vereenvoudigde realistische stijl ten opzichte van haar latere werk. Deze stillevens, landschappen en portretten toonden ondanks hun realisme en figuratieve thematiek volgens Ella Goldstein (1943) een sterk gevoel voor vlakverhouding en een decoratieve inslag. Haar eerste expositie was in 1941 in de Amsterdamse Galerie Robert, in een tentoonstelling van De Vereniging van Beeldende Kunstenaars De Onafhankelijken Amsterdam.
Omdat Hunziker geen lid werd van de Nederlandsche Kultuurkamer was het niet mogelijk voor haar om gedurende de Tweede Wereldoorlog te exposeren. Haar werk was pas te zien in de tentoonstelling Kunst in Vrijheid in 1945, een tentoonstelling van werken van Nederlandse beeldende kunstenaars die de Kultuurkamer hadden afgewezen. 
Hunziker was tijdens de oorlog actief in het verzet. Zij had onderduikers in huis en bracht joodse kinderen in veiligheid. Op haar zolderverdieping, waar haar atelier was, waren zij ondergedoken. Gedurende deze tijd werkte zij in het atelier van Willie Boers. Boers en Hunziker waren beide lid van 'De Onafhankelijken'. In 1946 was werk van Hunziker samen met dat van elf anderen te zien in een tentoonstelling van het Stedelijk Museum Amsterdam. Hieruit ontstond de 'Vrij Beelden Groep'.
Als lid van de Vrij Beelden Groep kwam Hunziker op voor de principes van deze groep tijdens lezingen en exposities tussen 1950 en 1960. De groep kan gezien worden als tegenhanger van de internationale avant-garde beweging Cobra. Hij bestond uit revolutionaire kunstenaars die het abstracte element in de schilderkunst als gemeenschappelijke prioriteit erkenden. Hieronder viel een vrijheid los van de natuur, niet meer gebonden zijn aan enige naturalistische voorstelling of optische werkelijkheid. Het was een nieuwe ontwikkeling in de naoorlogse bevrijde samenleving. Tot de groep behoorden behalve Hunziker onder andere Willy Boers, Willem Hussem, Piet Ouborg, Ger Gerrits, Jan Roëde en André van der Vossen. De groep deed afstand van de figuratieve kunst, waarin de herkenbare weerspiegeling van de werkelijkheid centraal stond, om plaats te maken voor de abstractie in de vorm van kleuren en geometrische patronen.

## Naoorlogs werk
Hunziker stelde vanaf 1946 jaarlijks werk tentoon in de grotere Nederlandse musea. Ze maakte vooral abstract werk dat ze echter niet zo wilde noemen. Het was volgens haar vooral menselijk en moest gevoelens uitdrukken. In het Nederlands paviljoen op de Biënnale van São Paulo was het werk te zien naast dat van Mondriaan, Appel en Theo van Doesburg. In de winter van 1951 werkte en verbleef Hunziker op uitnodiging van de KLM een aantal weken op Curaçao. Zij woonde er in het tuinhuisje van het Curaçaos Museum in Willemstad. De inspiratie die Hunziker hier opdeed vond eerst een uiting in tekeningen en aquarellen, maar deze eerste versies werden later verwerkt in schilderijen. De ervaringen die zij in Curaçao opdeed, leidden ertoe dat haar werken nog fellere kleuren gingen bevatten.
In 1962 had ze een expositie in het Stedelijk Museum Amsterdam. Haar werken waren toen groot en met veel verf en beweging geschilderd. De laatste tentoonstelling bij leven was in 1966 te Delft, enkele maanden daarna overleed Frieda Hunziker op 57-jarige leeftijd aan kanker. In 2000 kwam het tot een overzichtstentoonstelling in Amstelveen en in 2024 organiseerden haar kleinkinderen een verkoopexpositie te Ede. 
- Biografisch Portaal: 13794333
- Gemeinsame Normdatei: 132104725
- International Standard Name Identifier: 0000 0000 6687 190X
- Library of Congress Control Number: nr2006023120
- Nederlandse Thesaurus van Auteursnamen: 226933512
- RKD-Nederlands Instituut voor Kunstgeschiedenis: 40673
- Union List of Artist Names: 500064363
- Virtual International Authority File: 40527051
- WorldCat: E39PBJmMYPR83KT8v7DPmY8pyd